# Muster (Struktur)

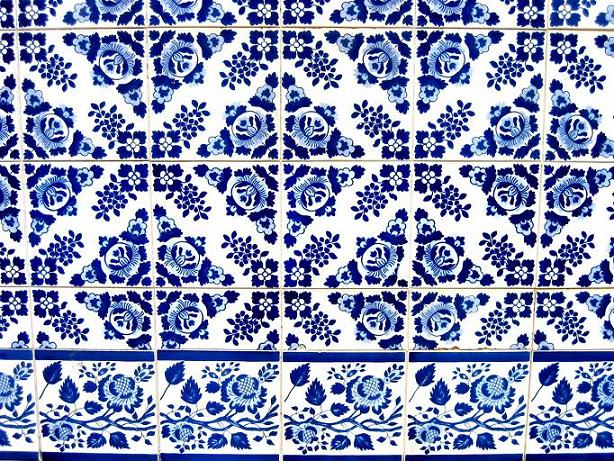
Fliesen, die ein Muster haben und zur Dekoration verwendet werden.

Als Muster bezeichnet man sichtbare Oberflächenzeichnungen oder -strukturen. Im weiteren Sinne kann es sich auch um räumlich oder zeitlich sequentielle Strukturen in Signalen handeln.

## Grundlagen
Optische oder akustische Signale ohne erkennbare Muster nennt man Rauschen. Alle für Lebewesen bedeutsamen Dinge weisen Muster auf, deren wahrnehmbare Eigenschaften durch ein Mindestmaß an Wiederholungen (Periodizität) und Symmetrien gekennzeichnet sind, wobei beide exakt oder ungefähr, also stochastisch sein können.
Da Mustern wiederholte Strukturen eigen sind, lassen sie sich gut erkennen. Gehirne sind durch die Evolution an die Mustererkennung angepasst. Allerdings haben für natürliche Organismen in der Regel nur Muster mit einer Komplexität zwischen perfekter Symmetrie und absolut strukturlosem Rauschen essentielle Bedeutung: Was sich ständig wiederholt und mich nicht sofort verletzt oder beeinträchtigt, wie z. B. das Ticken einer Uhr, wird genauso unwichtig sein wie das fortgesetzte Rauschen eines Baches. Muster besitzen also bei mittlerer Entropie die höchste Nutzinformation für jedes Lebewesen.
Die andere musterorientierte Forschungsrichtung ist die der Musterbildung (engl. pattern formation). Insbesondere die Wissenschaftszweige der Synergetik und der Chaostheorie konnten belegen, dass zur Erzeugung von hochkomplexen Mustern oft einfache, rekursiv auszuführende Bildungsregeln genügen, bzw. wie spontan (ungefähre) Ordnung aus scheinbarem „Chaos“ entstehen kann.
Musterbildung und Mustererkennung sind komplementär zueinander, bedingen sich aber auch gegenseitig, da einerseits Mustererkennung im Allgemeinen ein aktiver Prozess ist, der Regelmäßigkeiten in Signalen nicht nur analysiert, sondern auch herstellt (man denke an die Wahrnehmung von geometrischen „Mustern“ auf rauschenden Bildschirmen). Insbesondere die menschliche Wahrnehmung als aktive mentale Leistung kann so eingestellt sein, dass man Muster zu erkennen glaubt, obwohl keine vorhanden sind. Dieses Phänomen nennt man Pareidolie.
Andererseits ist der Beweis der objektiven Existenz mancher „Muster“ ohne einen subjektiven Betrachter durchaus schwierig (man denke an die musikalische Empfindung, die einem geübten Ohr ästhetischen Genuss verschaffen kann, wo der ungeübte Zuhörer nur „Chaos“ wahrnimmt).

## Beispiele für Muster

### Geometrie, Mathematik
- Fraktale
- Parkettierung
- Pascalsches Dreieck
- Figurierte Zahl
  - Dreieckszahl, Tetraederzahl, Zentrierte Sechseckszahl

### Informatik
- Erzeugungsmuster
- Strukturmuster
- Verhaltensmuster (Software)

### Natur
- Kristallgitter
- Chemische Struktur
- Dünen
- Rippelmarken am Strand
- Wasserwellen
- Wolkenformationen
- Pflanzenwuchsformen (v. a. der höheren Pflanzen)
  - insbesondere Phyllotaxis
- Belousov-Zhabotinsky-Reaktion (räumlich-zeitlich)

### Kunst
- Strickmuster, Textilmuster
- Ornament (flächig oder räumlich)
- Musik (zeitlich)
- Kaleidoskop